# 尼基塔·克里米扬
尼基塔·阿尔卡季耶维奇·克里米恩（俄语：Никита Аркадьевич Кримян (Хримян)，1913年—1955年）亚美尼亚人，主持格鲁吉亚大清洗的领导人之一，亚美尼亚共和国国家安全部部长，1953年贝利亚被捕后，被免职逮捕，于1955年被处决。